# Homská ofenzíva
Ofenzíva v guvernorátu Homs je série vojenských operací zahájených v listopadu 2015 Syrskou arabskou armádou a jejími spojenci proti a Islámskému státu (a rebelům – severně od Homsu) v centrálním syrském guvernorátu Homs. Cílem ofenzívy je získat zpět území na východě dobytá teroristy z IS během roku 2015. Nejtvrdší boje probíhaly především u měst Mahín, Karajtín a Palmýra.

## Obléhání Palmýry a bitvy o Mahín

Poloha guvernorátu Homs v SAR

5.–7. listopad: Syrské jednotky zahájily útok na IS ze stanoviště mezi městy Sadád a Mahín, kde se jim podařilo získat několik kopců u města Mahín. O dva dny později zaútočily také v blízkosti a Palmýry, kde dobyly několik stanovišť a postoupily východně ke Starému městu.
14.–16. listopad: Vládní jednotky dobyly kopec  Tal Hazím Al-Tálata u města Mahín. 16. listopadu obsadily u Palmýry kopce Tal Syrjatel, Džabal Már vesnici Al-Bajarát, starověké Palmýrské doly a oblasti Al-Kassarat a Al-Dawa.
17.–23. listopad: SAA získala hory Al-Hazzm podél cesty Mahín-Sadád a malou vesnici Hadát severně teroristy drženého Mahínu. O čtyři dny dny později byla osvobozena i vesnice Havárín v těsné blízkosti města. Později byl dobyt i tamní sklad zbraní a dalšího dne i části Mahínu. 23. listopadu se Islámský stát stahuje do východního města Karajtín a Mahín je plně zabezpečen. Stejného dne se vládní vojska přiblížila k Palmýře na vzdálenost asi 4 km a 2 km od vily Katarí ležící v blízkosti dálnice Homs-Dajr az-Zaur.
25. listopad: Syrská armáda postupovala k městu Karajtín a získala několik strategických kopců v jeho blízkosti.
28. listopad: SAA postupovala s ruskou vzdušnou podporou a získala na Islámském státu malé vesničky (Muntar Armíla a Táníja) podél cesty z Mahínu ke Karajtínu.
7. prosinec: Vládní vojska získala pod kontrolu strategicky významnou dálnici Homs-Palmýra po tom, co znovu získala vesničku Bajarát a Maratín jižně od starého města.
10.–15. prosinec: Islámský stát zahajuje svoji protiofenzívu a dobývá zpět Mahín a Havárín. Později SAA zaútočila a získala zpět Havárín. 15. prosince obsadil IS ještě vesničku Hadát.
19. prosinec: Po těžké bitvě postoupila Syrská armáda k Palmýrskému hradu. Přiblížila se tak k hradu na vzdálenost 400 metrů, a tím i 2 km od samotného města. Stejného dne vstoupila vládní vojska opět do Mahínu a osvobodily 5 okrsek.
20. prosinec: SAA získala zpět stanoviště mezi městy Sadád a Mahín.
23. prosinec: Syrská armáda získala zpět vesničku Hadát a několik kopců v blízkosti Mahínu.
27. prosinec: Syrská armáda obnovila kontrolu nad vesnicí Havárín.
29. prosinec: Vládní vojska zaútočila na Mahín a dobyla několik přilehlých objektů. Později téhož dne bylo osvobozeno i město samotné.

## Následné boje o Karajtín
18.–19. březen: Syrská armáda zaznamenala velký pokrok a podařilo se jí přiblížit k městu ze tří stran.
3. duben: Po několikaměsíčním obléhání by Karajtín osvobozen Syrskými ozbrojenými jednotkami.

## Související informace
- Obléhání Homsu (květen 2011–květen 2014)
- Bitva o Rastan (září–říjen 2011)
- Bitva o Rastan (leden–únor 2012)
- Bitva o Rastan (květen 2012)
- Bitva o Sadad (2013) (říjen)
- Bitva o ropná pole Shaer (červenec 2014)
- Ofenzíva v guvernorátech Hama a Homs (březen–duben 2015)
- Palmýrská ofenzíva (březen 2015) (březen 2015)
- Palmýrská ofenzíva (červenec–srpen 2015)
- Bitva o Palmýru (březen 2016)
- Bitva o Karajtín (březen–duben 2016)
- Bitva o ropná pole Shaer (květen 2016)
- Palmýrská ofenzíva (prosinec 2016)
- Palmýrská ofenzíva (leden–březen 2017)
- Východohomská ofenzíva (březen–květen 2017)
- Severohomská ofenzíva (duben–květen 2018)